# Dzsigme Keszar Namgyal Vangcsuk bhutáni király
Dzsigme Keszar Namgyal Vangcsuk (Timpu, 1980. február 21. –) dzongkha: འཇིགས་མེད་གེ་སར་རྣམ་རྒྱལ་དབང་ཕྱུག་ (betűhív olvasatban: 'dzsigsz-med-ge-szar-rnam-rgjal-dbang-phjug) Bhután királya (dzongkha: Druk Gyalpo), s egyben a Vangcsuk-dinasztia ötödik uralkodója.

## Tanulmányai
Miután a bhutáni általános képzéseket megszerezte a helyi iskolákban, az Amerikai Egyesült Államokbeli Massachusettsben (Phillips Academy, Cushing Academy és Wheaton College), majd az Egyesült Királyságbeli Oxfordi Egyetemen végzett tanulmányokat, ahol politikatudományi diplomát szerzett.
Bhután hivatalos állami képviselője, ez irányú kötelezettségeit kulturális, oktatási, gazdasági szervezetekben egyaránt teljesíti. 2006 novemberében Thaiföldön felavatja a Bhutáni Kertet.

## Családja, koronázása
Keszar az előző király, Dzsigme Szangye Vangcsuk legidősebb fia. Édesapjának harmadik felesége Csering Jangdon. Egy nővére, egy fiútestvére és hét féltestvére van, ebből négy fiú és három lány az apja másik három feleségétől született.
2006. december 14-én apja lemondott és átadta fiának a trónt, s ezzel egyidőben Bhután államformája abszolút monarchiáról alkotmányos monarchiára változott, melyben a király az ország demokratizálódását irányítja. A fiatal herceget 2008. november 6-án koronázták meg.
Bhutánban 47 fős nemzetgyűlés van.